# Albrecht Hohenzollern (1809–1872)
Friedrich Heinrich Albrecht (ur. 4 października 1809 w Królewcu, zm. 14 października 1872 w Berlinie) – książę (Prinz von Preußen) i generał pruski, 1830–1849 mąż królewny niderlandzkiej Marianny Orańskiej.

## Życiorys
Albrecht urodził się jako dziewiąte dziecko i najmłodszy syn królewskiej pary pruskiej Fryderyka Wilhelma III i Luizy Mecklemburg-Strelitz w Królewcu, gdzie rodzina przebywała na dobrowolnym wygnaniu po ucieczce z okupowanego przez Napoleona Berlina. W pierwszym roku życia stracił matkę. Według zwyczajów panujących w rodzie Hohenzollernów (utrzymywanych do 1918) w wieku lat 10 przywdział mundur oficerski 1 Pułku Gwardii Pieszej. W 1829 wstąpił do kawalerii i pozostał w niej do końca życia. W wojnie prusko-austriackiej w 1866 walczył m.in. w bitwie pod Sadową. W czasie wojny francusko-niemieckiej (1870–1871) znając swoje ograniczenia, nie przyjął ofiarowanego mu przez brata Wilhelma I dowództwa jednej z armii i zadowolił się dowodzeniem 4 Dywizją Kawalerii. Zmarł jako generał-pułkownik i szef 1 Pułku Dragonów, który potem do 1918 nosił jego imię.
Z małżeństwa z Marianną Orańską, które rozpadło się w 1845 i zakończyło rozwodem w 1849, mieli czworo dzieci:
- Fryderyka Luiza Wilhelmina Marianna Charlotta (1831–1855), od 1850 księżna Saksonii-Meiningen
- Fryderyk Wilhelm Nikolaus Albrecht (1837–1906), w latach 1885–1906 regent Księstwa Brunszwiku
- Fryderyka Luiza Wilhelmina Elżbieta (27 sierpnia – 9 października 1840)
- Fryderyka Wilhelmina Luiza Elżbieta Aleksandra (1842–1906), od 1865 księżna Meklemburgii-Schwerinu

W 1853 Albrecht zawarł źle przyjęte przez dwór brata, króla Fryderyka Wilhelma IV, morganatyczne małżeństwo z Rozalią von Rauch (1820–1879), córką ministra wojny Gustava von Raucha, opuścił Prusy i osiedlił się w Dreźnie, w wybudowanym przez siebie pałacu Albrechtsberg. Dynastia pruska pogodziła się z nim dopiero po wstąpieniu na tron pruski drugiego brata, Wilhelma I (1861). Miał z Rozalią dwóch synów, którzy otrzymali od Wilhelma I tytuł hrabiów von Hohenau:
- Georg Albrecht Wilhelm (1854–1930)
- Bernhard Wilhelm Albrecht Friedrich (1857–1914)

Linia Albrechta wygasła po mieczu w 1940 wraz ze śmiercią jego wnuka, księcia Friedricha Heinricha, ostatniego właściciela pałacu w Kamieńcu Ząbkowickim. Dobra kłodzkie przypadły księciu Waldemarowi von Hohenzollernowi.
Albrecht posiadał oprócz Albrechtsbergu także pałac Prinz-Albrecht-Palais w Berlinie przy Wilhelmstrasse 102. Wynajęty w 1931 roku władzom Rzeszy, pałac był od 1934 główną siedzibą gestapo. Dziś na jego miejscu stoi Muzeum Topografia Terroru (niem. Topographie des Terrors).